# Éliane Provost
Pour les articles homonymes, voir Provost.
Éliane Provost, née le 21 juillet 1931 à Saint-Nazaire (Loire-Inférieure) et morte le 23 juillet 2023 à Hérouville-Saint-Clair,, est une femme politique française.

## Biographie
Éliane Provost est née le 21 juillet 1931 à Saint-Nazaire (Loire-Atlantique). Elle était députée du groupe socialiste.

## Détail des fonctions et des mandats
Mandat parlementaire
- 24 juillet 1981 - 1er avril 1986 : Députée de la 1re circonscription du Calvados